# Terminador lunar

Recorrido del terminador sobre la cara visible de la luna

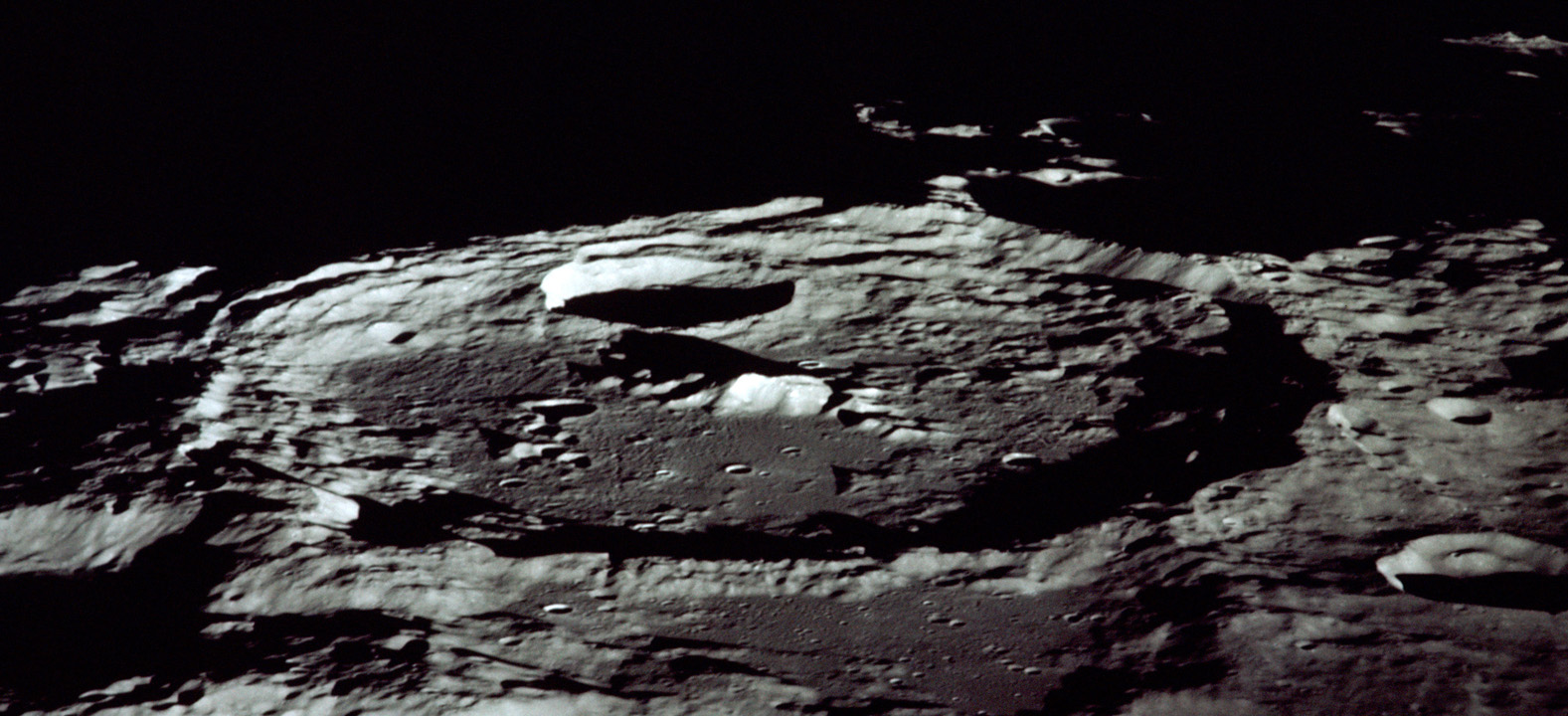
Foto oblicua del gran cráter lunar Keeler en el terminador (desde el Apolo 13)

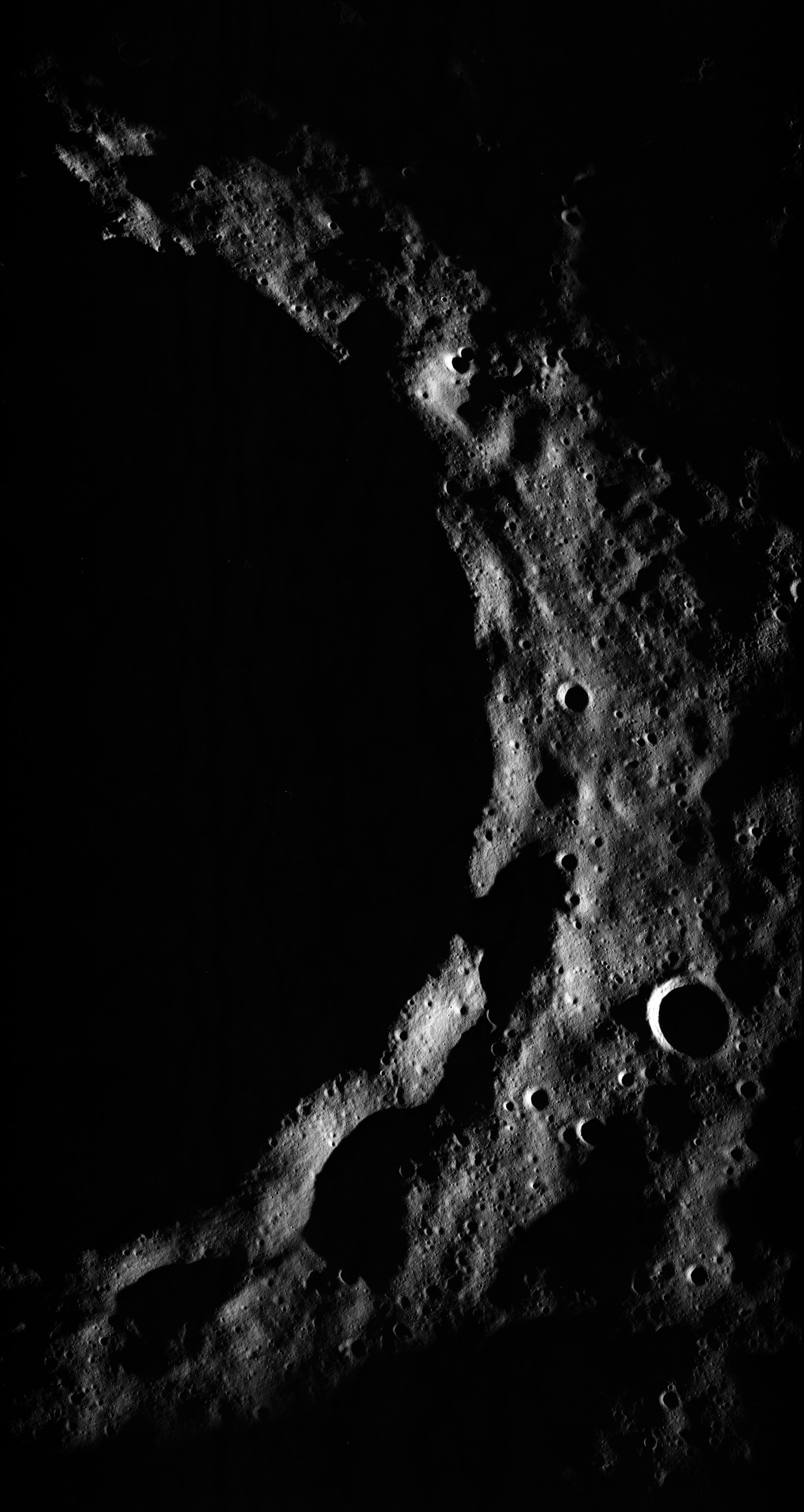
Lado este del cráter Timocharis en el terminador (desde el Apolo 15)

El terminador lunar es la división entre la zona iluminada y la zona oscura de la Luna.

## Descripción
Es el equivalente lunar de la división entre noche y día en la esfera de la Tierra , a pesar de que el índice más bajo de rotación de la Luna significa un plazo más largo para que el terminador recorra la superficie del satélite.
Debido al ángulo en el que la luz solar incide sobre la porción de la Luna  coincidente con el terminador, las sombras arrojadas por los cráteres y otros elementos geológicos son elongadas, haciéndolos más fácilmente discernibles al observador. Este fenómeno es similar al alargamiento de las sombras en la Tierra cuando el sol está a poca altura sobre el horizonte. Por esta razón, muchos estudios fotográficos lunares se centran en el área iluminada cercana al terminador, donde las sombras resultantes proporcionan descripciones más detalladas del terreno.
| - Movimiento del terminador: - El diámetro lunar es {\displaystyle [D=3.474km]} - El ciclo del día lunar tiene una duración de {\displaystyle [T=29,53]} días terrestres. - Velocidad del terminador sobre la superficie lunar (en la zona ecuatorial): {\displaystyle [V=\pi D/T/24=15,4km/h]} |

## Ilusión óptica del terminador lunar
La ilusión del terminador lunar (tilt en inglés) es un efecto óptico producido por la expectativa errónea de un observador sobre la Tierra de que la dirección de la luz que ilumina la Luna (por ejemplo, una recta perpendicular a la línea secante que conecta los extremos del terminador sobre los polos) tendría que mantener una correspondencia «rectilínea» con la posición del sol diurno en el cielo (o si ya se ha puesto), cuando en la práctica no se percibe tal correspondencia. La causa de esta ilusión (especialmente cuando las visuales de la luna y del sol forman un ángulo muy amplio) es sencillamente que el observador no está teniendo en cuenta que la «recta» que une a la luna y al sol sobre la bóveda celeste en realidad es un círculo máximo cuya pendiente cambia a través del cielo. El efecto es debido a la carencia de las necesarias referencias visuales tridimensionales para establecer correctamente una perspectiva entre el sol y la luna desde donde son observados.